# Relatos de um Conflito Particular
Relatos de Um Conflito Particular é o terceiro álbum de estúdio lançado pelo rapper Flávio Renegado, em 2015. O EP foi criado com base nos 7 pecados capitais pode ser ouvido em sites de streaming , como Spotify,Deezer, Rdio e outros.
O rapper também lançou um clipe interativo com a tecnologia 360º para a música "Só mais um dia" . O albúm foi produzido pelo próprio cantor pela primeira vez. O lançamento do álbum aconteceu em 09 de outubro de 2015 nas plataformas digitais . O EP Relatos de Um Conflito Particular foi distribuído pela gravadora Som livre. 
Com 7 faixas o EP misture estilos como reggae, ragga, funk, rap, pop music e outros que jão são recorrentes na carreira do cantor.  

## Faixas
- 1.Só mais um dia 03:20
- 2.Além do Mal 03:51
- 3.Pra Quê? 03:13
- 4.Luxo Só 02:15
- 5.Particulares 03:56
- 6.Rotina 03:34
- 7.Redenção 02:19